# Hualien (xiàn)
Hualien of Hualian is een arrondissement (Xiàn) in Taiwan.
Het arrondissement Hualien telde in 2012 bij de volkstelling 336.733 inwoners op een oppervlakte van 4629 km². De hoofdstad va Huslien is de gelijknamige stad.
Op 3 april 2024 werd Hualien getroffen door een zware aardbeving.